# If You Have Ghost
Albums de Ghost
Infestissumam
(2013) Meliora
(2015)
If You Have Ghost est le premier EP du groupe de heavy metal suédois Ghost, sorti le 19 novembre 2013, sept mois après leur second album, Infestissumam.

## Liste des titres
| 1.    | If You Have Ghosts (Reprise de Roky Erickson)   | Roky Erickson                                      | 3:32 |
| 2.    | I'm A Marionette (reprise de ABBA)              | Björn Ulvaeus, Benny Andersson                     | 4:50 |
| 3.    | Crucified (Reprise de Army of Lovers)           | Alexander Bard, Anders Wollbeck, Jean-Pierre Barda | 5:13 |
| 4.    | Waiting For The Night (Reprise de Depeche Mode) | Martin Gore                                        | 5:38 |
| 5.    | Secular Haze (Enregistrement live)              | A Ghoul Writer                                     | 5:28 |
| 24:41 |                                                 |                                                    |      |